# Crocanthes epitherma
Crocanthes epitherma is een vlinder uit de familie van de Lecithoceridae. De wetenschappelijke naam van de soort is voor het eerst geldig gepubliceerd in 1896 door Lower.